# Corniques
Les Corniques sont un groupe ethnique originaire des Cornouailles, en Royaume Uni (à ne pas confondre avec les Cornouaillais qui sont les habitants de la Cornouaille — sans « s » —, région de Bretagne). C'est un peuple celtique qui parlait la langue cornique jusqu'au XVIIIe siècle et qui s'est mis à la cultiver de nouveau depuis le XXe siècle, bien que de manière minoritaire. Selon une enquête de 2004, 35 % des habitants des Cornouailles se considèrent corniques (environ 181 000 personnes).

## Présentation
L'ethnicité cornique est reconnue dans les recensements canadiens et, en 2006, 1550 canadiens ont déclaré que leur origine ethnique était cornique. Le gouvernement britannique leur accorde le statut de minorité nationale en mai 2014. La langue cornique avait toutefois été reconnue en septembre 2002, lors de la seconde ratification de la Charte Européenne des langues régionales ou minoritaires par le Royaume-Uni.
Pour identifier un ethnique cornique, il existe une phrase en anglais :  « By Tre, Pol and Pen, you shall know the Cornishmen » (« Par Tre, Pol et Pen, vous saurez les hommes corniques »). Les trois mots dans la phrase réfèrent aux préfixes corniques dans les noms qui signifient « village, étang et tête ». Les exemples de pareils noms dont Trevithick, Tremayne, Polkinghorne, Pentreath et Penrose.